# Cronhielm

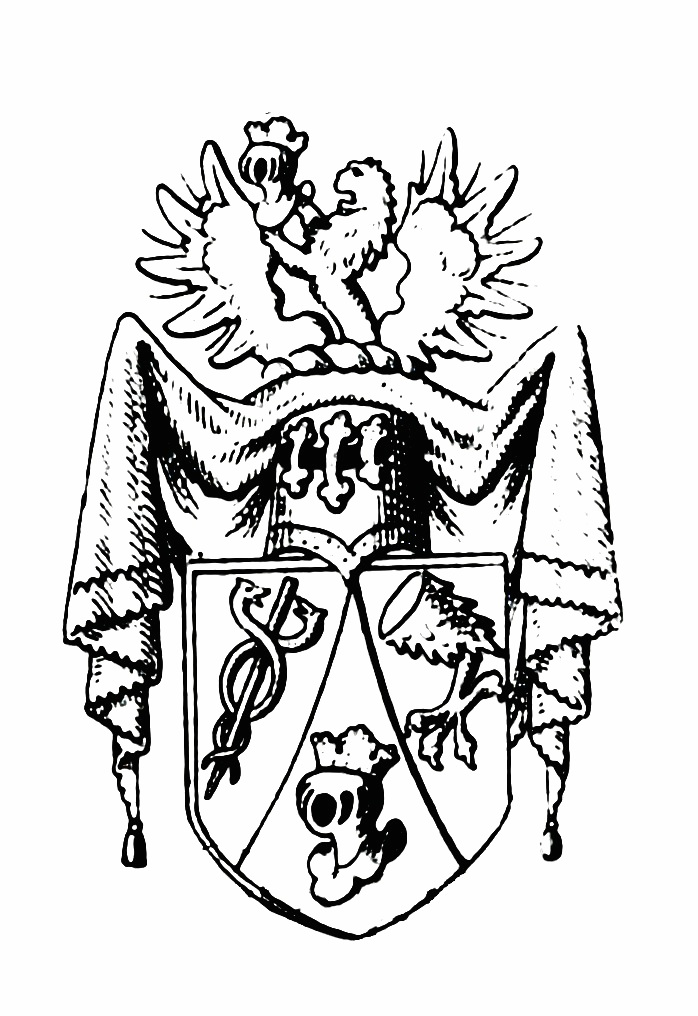
Adelswappen der Cronhielm (wie 1675 an Jakob Crumbügel verliehen)

Cronhielm ist der Name eines schwedischen Adelsgeschlechts.

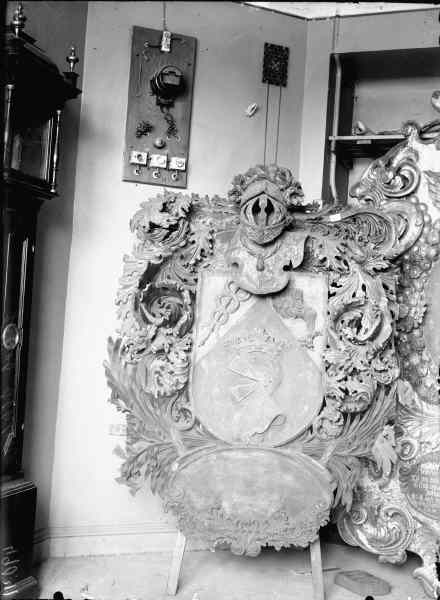
Totenschild von Christoffer Cronhielm († 1691) in der Jakobskirche (Stockholm)

## Geschichte
Die Familie stammt aus Dippoldiswalde in Kursachsen, wo sie den Namen Krumbygel (Crumbügel, Krumbiegel oder Crumbygel) führte. Etymologisch bedeutet der ursprüngliche Name „Krähenhügel“, man war also nach einem Hügel benannt, an dem sich bevorzugt Krähen aufhielten. Daher rührt auch der Name des Stadtteils Grombühl bei Würzburg. Aber auch im sächsischen Lockwitz, einem Stadtteil von Dresden und früheren Rittergut, gibt es einen kleinen Berg namens „Krähenhügel“.
1675 wurde Jakob Crumbügel in den schwedischen Adelsstand erhoben, mit dem neuen Namen Cronhielm (Cronhjelm), der dem alten ähnelt, aber aus den schwedischen Wörtern für „Krone“ und „Helm“ zusammengesetzt ist, also adligen Attributen, die sich symbolisch auch im gleichzeitig neu verliehenen Familienwappen niederschlugen, das so zum redenden Wappen wurde.
1691 erging ein Freiherrendiplom, dem sich die Introduzierung bei der Freiherrenklasse der Schwedischen Ritterschaft (Nr. 94) im Jahr 1693 anschloss. Die freiherrliche Linie ist 1843 erloschen.
Schließlich folgte 1712 der Grafenstand, mit Introduzierung bei der Grafenklasse, der schwedischen Ritterschaft im Jahr 1719 (Nr. 55) als Cronhielm af Flosta. Die gräfliche Linie ist 1904 erloschen. Ebenfalls 1719 erging ein weiteres Grafendiplom als Cronhielm af Hakunge. Diese Linie wurde 1720 bei der Grafenklasse auf dem Ritterhaus in Schweden (Nr. 69), wo sie gegenwärtig fortbesteht, sowie 1818 in Finnland (Nr. 2) eingeführt, womit das Geschlecht auch in Russland bestand. Der finnländische Zweig ist 1993 erloschen.

## Angehörige
- Gustaf Cronhielm (1664–1737), schwedischer Reichsrat, Präsident des Kanzleikollegiums
- Salomon Cronhielm (1666–1724), schwedischer Reichsrat
- Johan Cronhielm (1707–1782), schwedischer Generalleutnant
- Charlotta Berger, geb. Cronhielm af Hakunge (1784–1852), schwedische Schriftstellerin[5]
- Otto August Cronhielm (1800–1834), schwedischer Politiker

Gustaf Graf Cronhielm af Flosta (1664–1737)
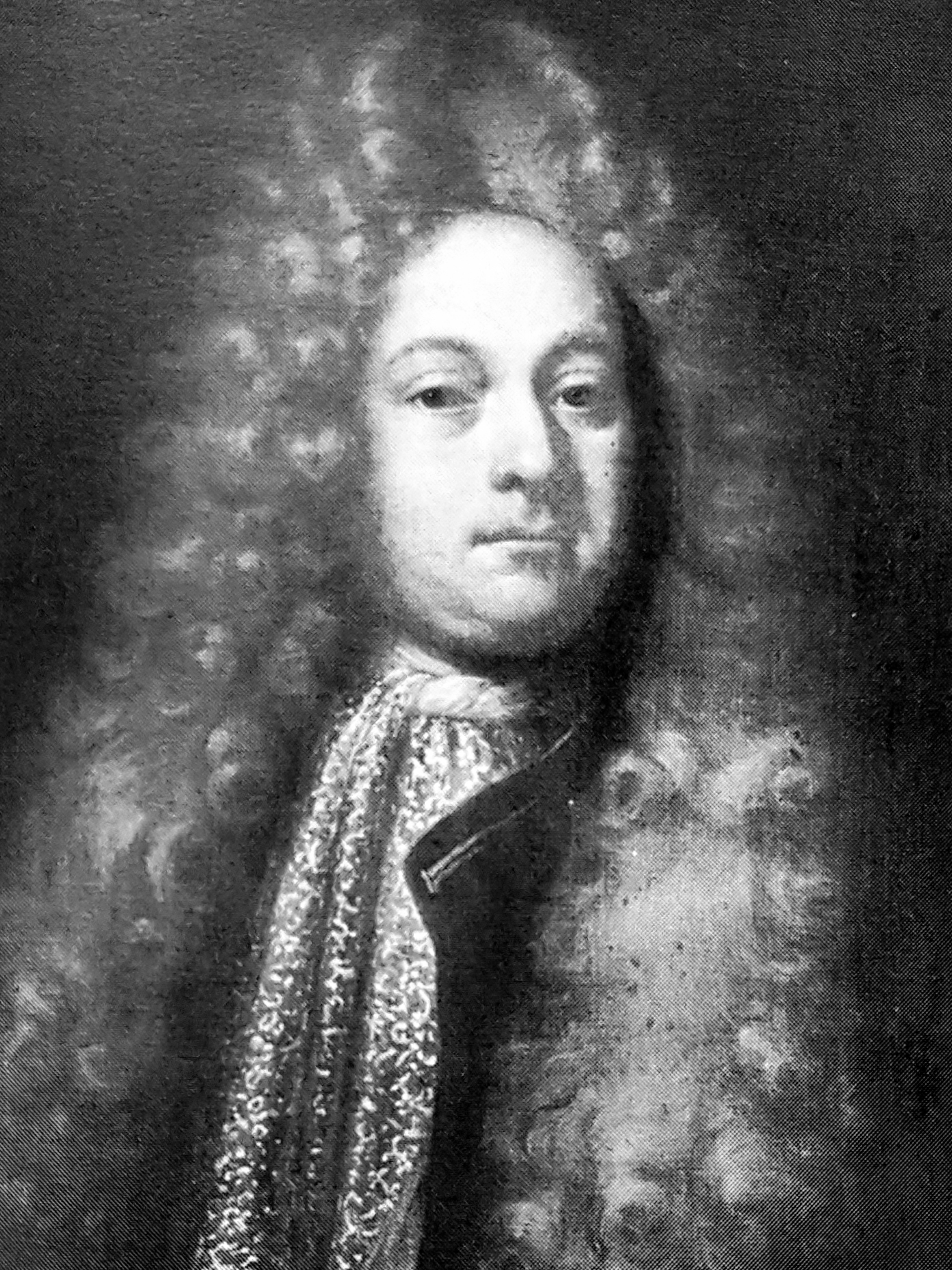
Salomon Graf Cronhielm af Hakunge (1666–1724)
Jakob Cronhielm (1697–1786)
Lars Graf Cronhielm af Flosta (1698–1755)
Ulrika Eleonora von Köhler, geb, Gräfin Cronhielm af Flosta (1702–1742)
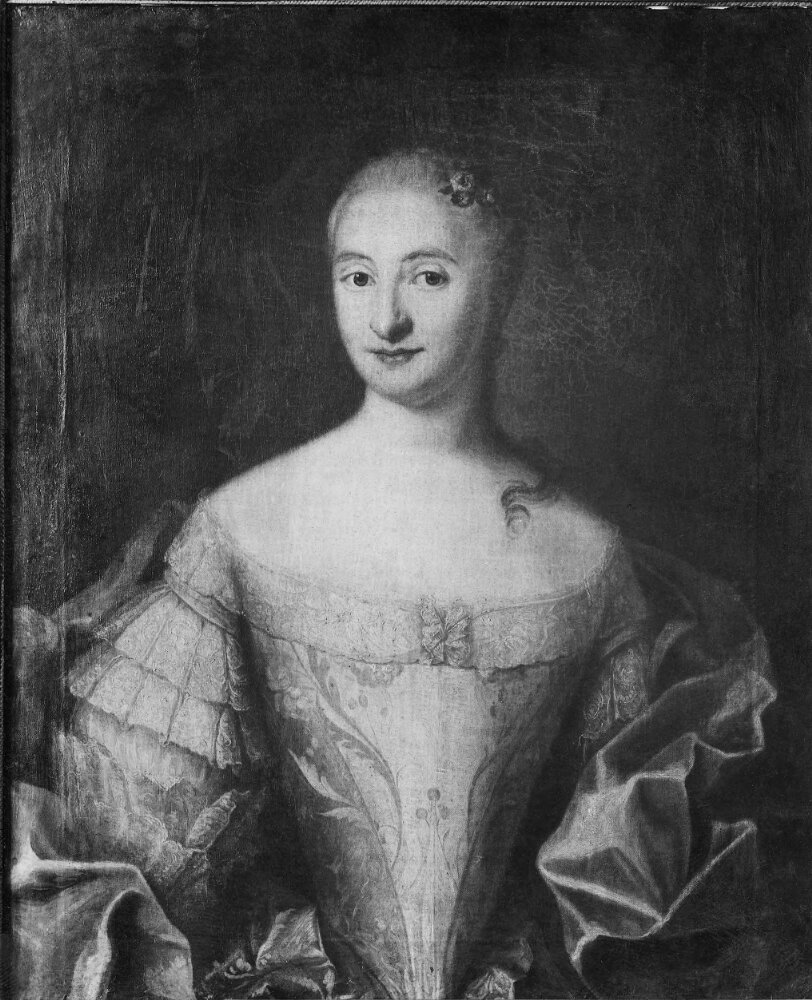
Maria Kristina Baroness von Köhler, geb. Cronhielm of Flosta (1707–1765)
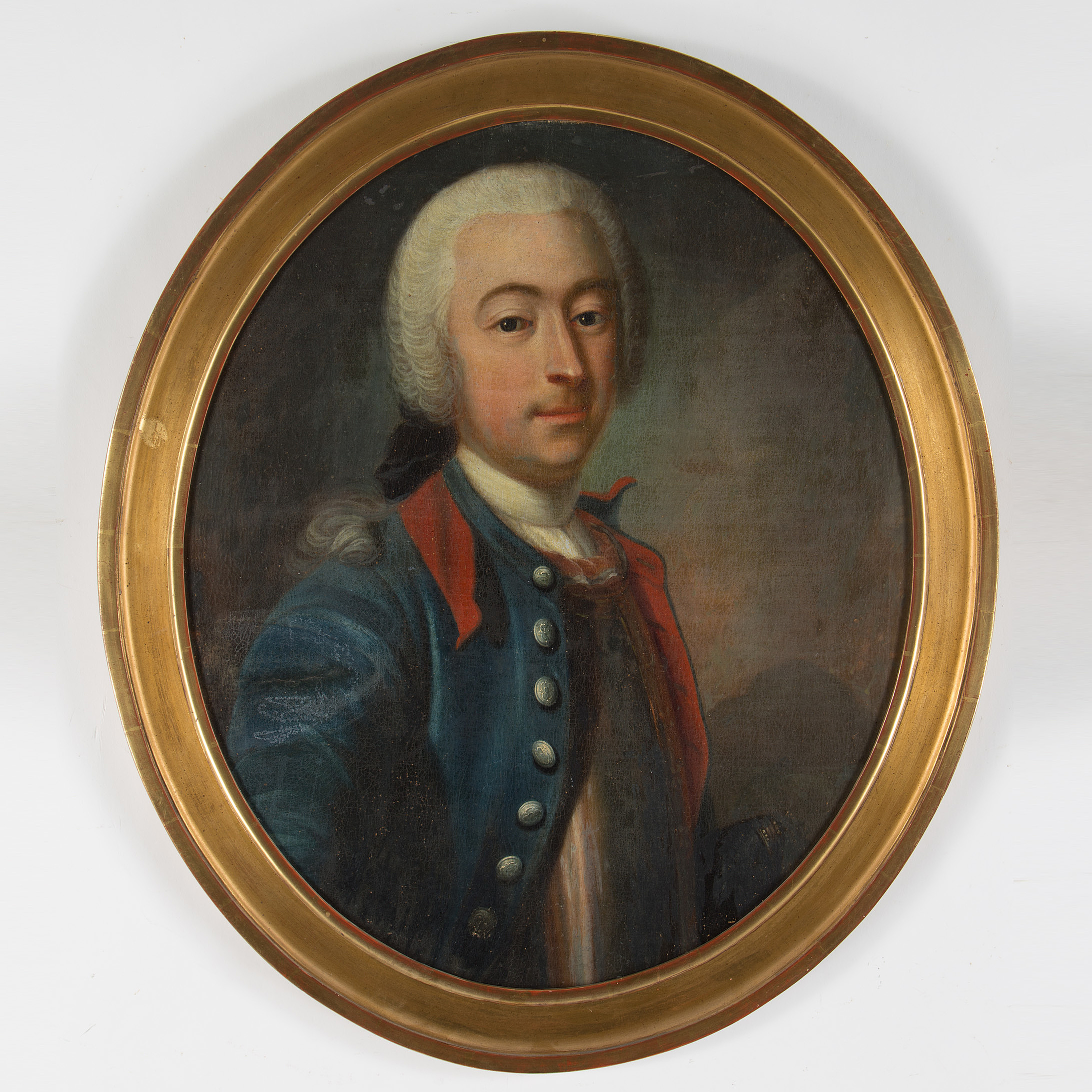
Johan Graf Cronhielm af Flosta (1707–1782)
Eleonora Magdalena Mariana Gräfin Cronhielm af Flosta, geb. Posse af Säby (1711–1743)
Fredrik Ulrik Graf Cronhielm af Flosta (1731–1769)
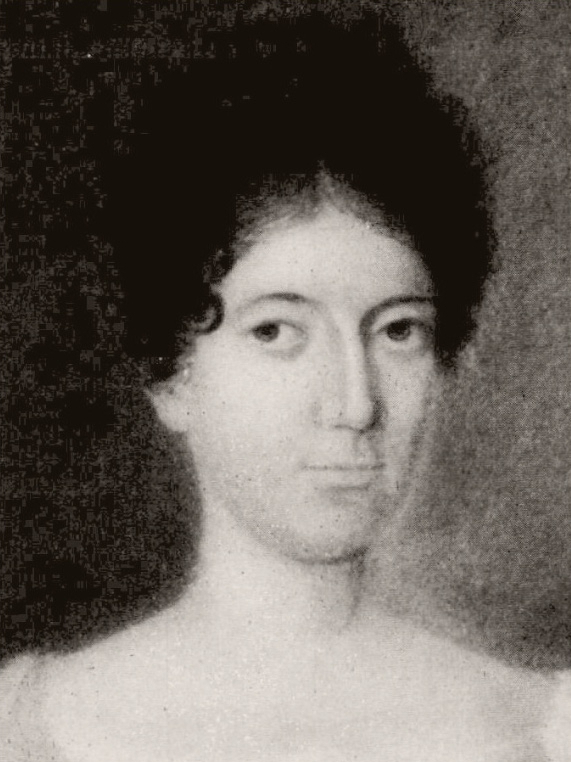
Charlotta Berger, geb. Gräfin Cronhielm af Hakunge (1784–1852)
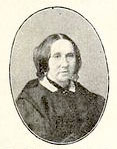
Pauline Westdahl, geb. Gräfin Cronhielm af Hakunge (1810–1887)

## Wappen
Das Wappen von 1675 zeigt im Schild eine bis zum oberen Rand reichende Spitze, darin ein nach vorn gerichteter Bügelhelm, bekrönt mit einer Helmkrone. Die Spitze ist vorn begleitet von einem nach der Figur der Spitze schräg gelegten Merkurstab (ohne Flügel, bzw. Äskulapstab, aber mit zwei Schlangen); hinten ist die Spitze begleitet von einem Krähen- oder Adlerfang.

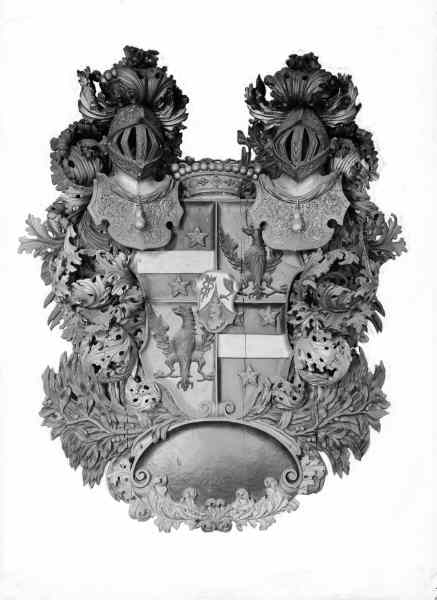
Freiherrliches Wappen (1691) Jakobskirche (Stockholm)
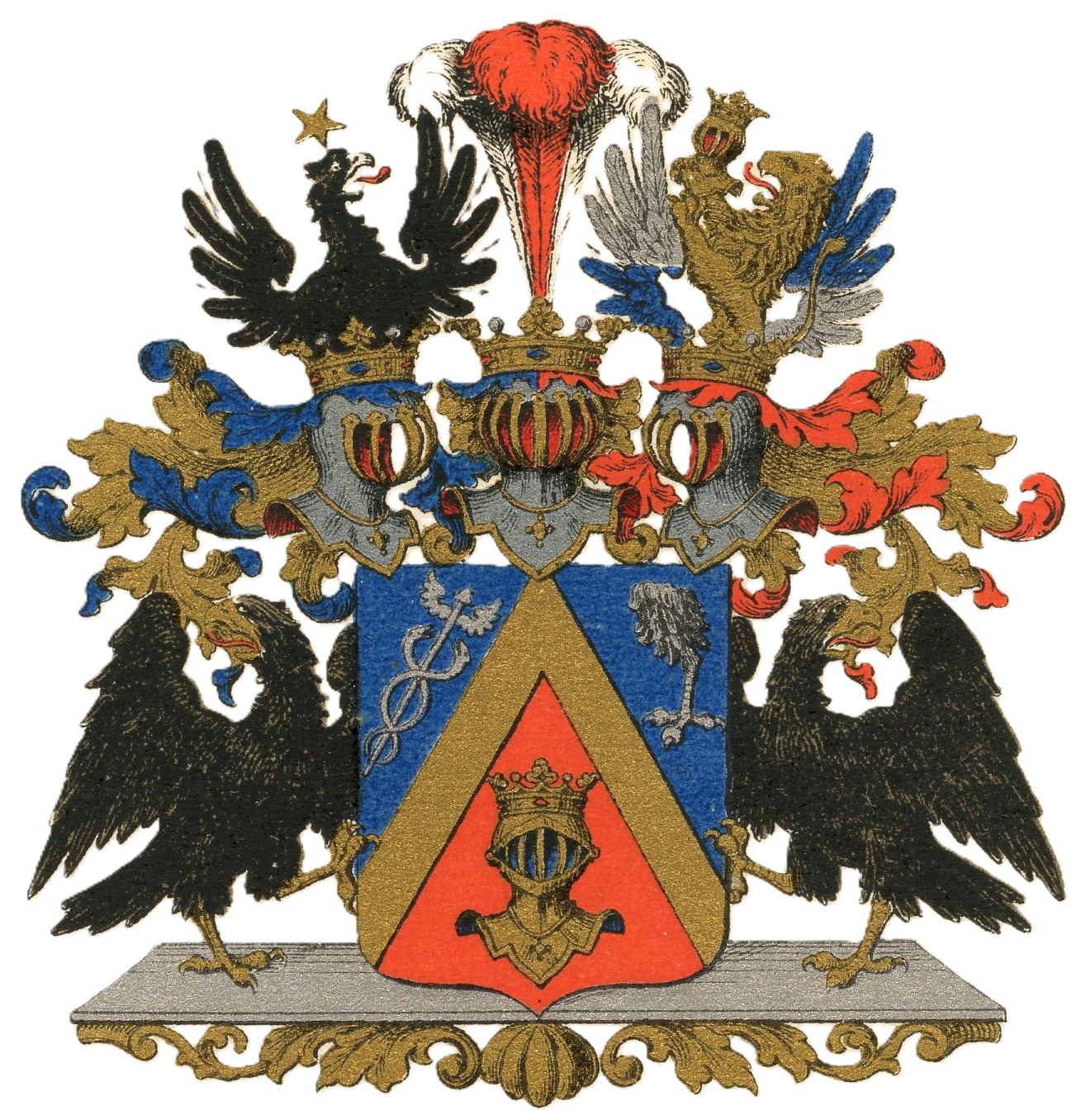
Gräfliches Wappen Cronhielm af Hakunge (1719)